# ديتر كيندلمان
ديتر كيندلمان (بالألمانية: Dieter Kindlmann) مواليد 3 يونيو 1982 في زونتهوفن، ألمانيا الغربية، وهو لاعب كرة مضرب ألماني بدأ مسيرته كمحترف سنة 2001 يلعب باليد اليمنى. أعلى تصنيف له في الفردي كان المركز الـ 130 في سنة 2004.

## الخط الزمني للأداء
مفتاح
| ف | ن | ن.ن | ر.ن | د# | د.م | ل | أ.أ | ت | غ | ب | ف | ذ | م.خ | ل.ت |

(ف) فاز بالبطولة (ن) وصل النهائي (ن.ن) نصف النهائي (ر.ن) ربع النهائي (د#) الأدوار الأربعة الأولى (د.م) دور المجموعات (ل) شارك في كأس ديفيز (أ.أ) خرج من الأدوار الاولى (ت) خسر التصفيات التأهيلية (غ) غاب عن الحدث أو البطولة (ب) حصل على ميدالية برونزية (ف) حصل على ميدالية فضية (ذ) حصل على ميدالية ذهبية (م.خ) بطولة الماسترز خُفضت إلى مرتبة أقل (ل.ت) البطولة لم تعقد في السنة المعينة.
لتجنب الارتباك وازدواجية الحساب، يتم تحديث هذه المعلومات إما في نهاية البطولة، أو عندما تكون مشاركة اللاعب في البطولة قد انتهت.
| الدورة               | 2005 | 2006 | 2007 | 2008 | 2009 | 2010 | إجمالي ف/م | إجمالي ف/خ |
| -------------------- | ---- | ---- | ---- | ---- | ---- | ---- | ---------- | ---------- |
| أستراليا المفتوحة    | د1   | غ    | ت    | غ    | د1   | د1   | 0 / 3      | 0–3        |
| فرنسا المفتوحة       | غ    | د2   | ت    | غ    | ت    | د1   | 0 / 2      | 1–2        |
| ويمبلدون             | غ    | غ    | غ    | غ    | ت    | -    | 0 / 0      | 0–0        |
| أمريكا المفتوحة      | غ    | غ    | غ    | غ    | د1   |      | 0 / 1      | 0–1        |
| جراند سلام فوز-خسارة | 0–1  | 1–1  | 0–0  | 0–0  | 0–2  | 0–2  | 0 / 6      | 1–6        |
| تصنيف نهاية العام    | 305  | 238  | 359  | 231  | 173  | بلا  | بلا        | بلا        |

- إجمالي ف / م = إجمالي الفوز والمشاركة
- إجمالي ف/خ = إجمالي الفوز والخسارة

## روابط خارجية
- ديتر كيندلمان على موقع رابطة محترفي التنس (الإنجليزية)
- ديتر كيندلمان على موقع الاتحاد الدولي لكرة المضرب (الإنجليزية)
- ديتر كيندلمان على موقع خلاصة التنس.كوم (الإنجليزية)
- ديتر كيندلمان على موقع إي إس بي إن.كوم (الإنجليزية)